# Chiesa di San Michele (Centovalli)
La chiesa parrocchiale di San Michele è un edificio religioso che si trova a Palagnedra, frazione di Centovalli in Canton Ticino.

## Storia
La costruzione viene citata per la prima volta in documenti storici risalenti al 1231; l'aspetto attuale della chiesa è frutto dei ripetuti rimaneggiamenti e modifiche, tra cui la riedificazione avvenuta negli anni 1663-1666, che nel corso degli anni ne hanno mutato l'originaria struttura. Le modifiche più recenti vennero attuate nel 1732, anno in cui venne costruito il coro poligonale ed ampliato l'intero edificio, cambiandone anche l'orientazione.

## Descrizione
La chiesa si presenta con una pianta ad unica navata attorno alla quale si aprono alcune cappelle laterali.
L’antico coro è decorato da affreschi attribuiti ad Antonio da Tradate, pittore attivo nel Locarnese nella seconda metà del Quattrocento.

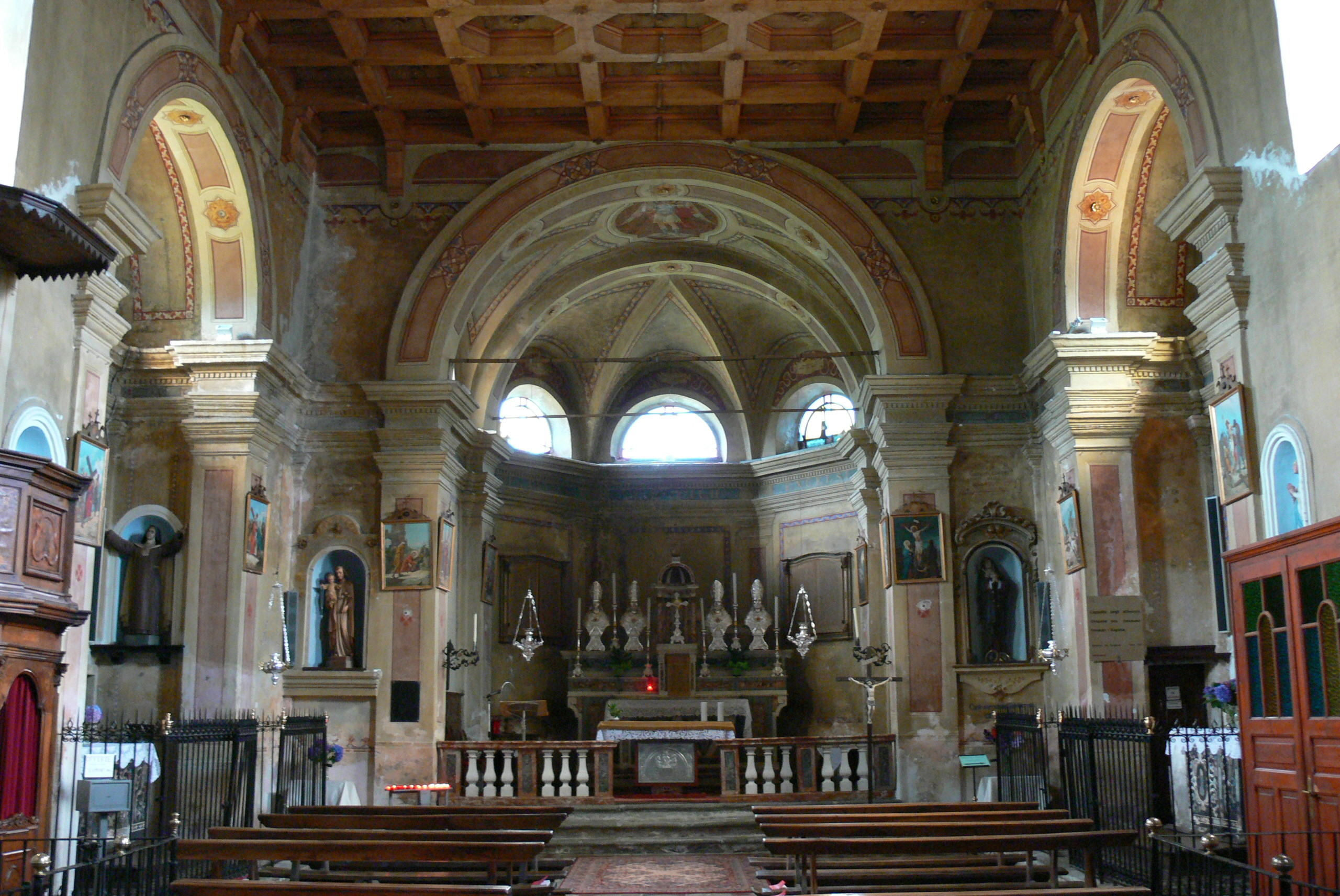
Chiesa di San Michele: interno

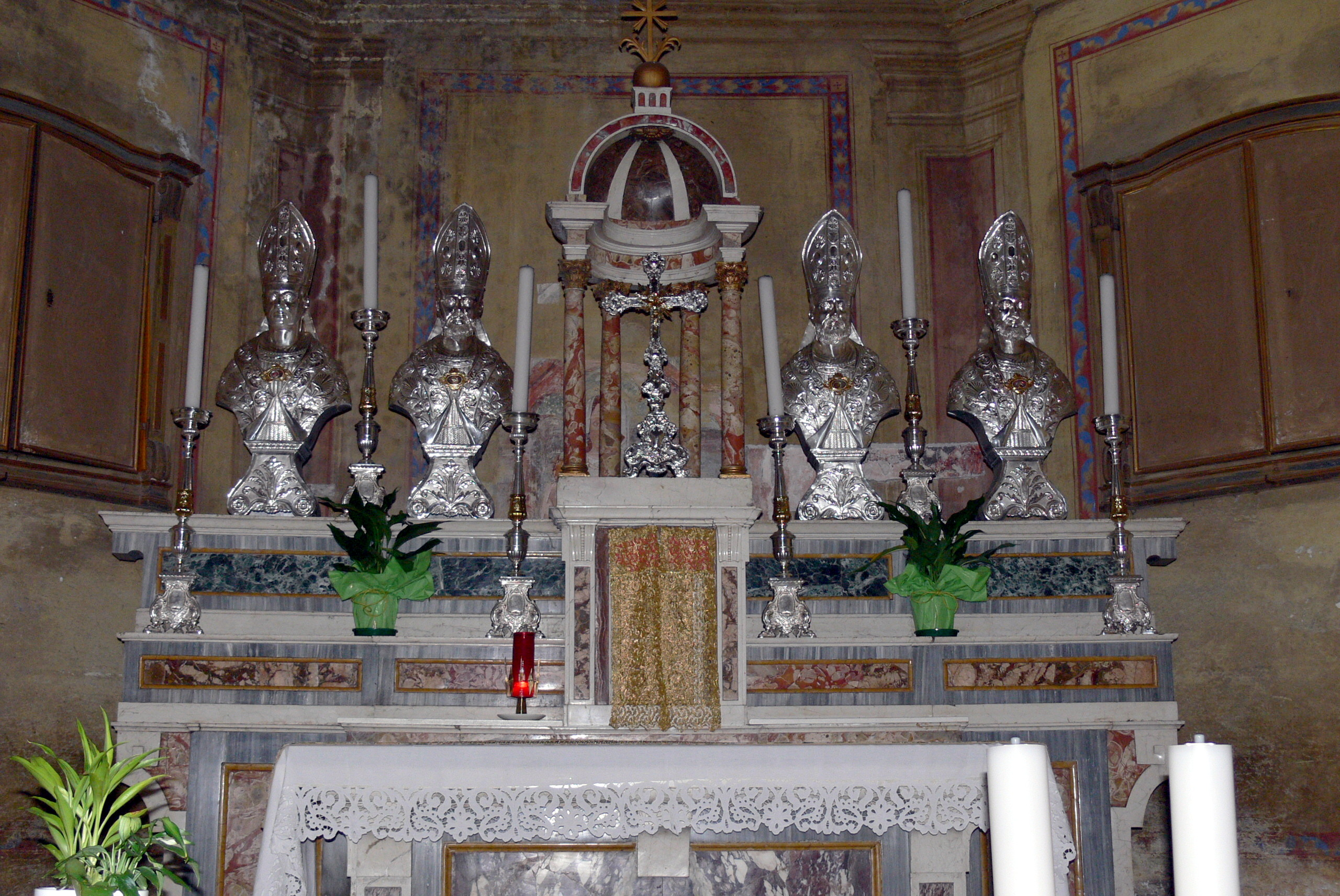
Chiesa di San Michele: altare maggiore